# アマランス (ゲーム)
『アマランス』 (Amaranth) は、風雅システムから発売されたコンピュータRPGシリーズ。
とある理由から完全には死ねない（死ぬと別の時代や世界へ18歳の肉体と精神で転生し、それまでの記憶は失われる）という永遠の定めを背負った男性、リアン＝フレムデを主人公に（『アマランスKH』だけは別人のランドシャフト）、日本ファルコムの『イース』やマイクロキャビンの『サーク』に倣った見下ろし型アクションRPG（『アマランスIII』はタクティカルコンバットRPG、『アマランスKH』はシミュレーションRPG）の1つであるが、それらと異なる特徴として中世ドイツ風の世界観を持っており、作中名称もそれに準じたものとなっている（『アマランスIII』を除く）。

## シリーズ作品

### 風雅システムからの発売分
特記の無い作品はPC-9800シリーズ用。すべてパッケージで発売された。
アマランス
1990年12月発売。BGMや高速スクロールなどプログラム技術の高さが高評となり、シリーズ化されるほどの人気を得た。BGMの人気を受け、本作のサウンドトラックCDが1991年に発売されている。
アマランスII
1992年8月発売。作中時代は『アマランス』の158年後。パッケージイラストはうるし原智志が担当した。
アマランスIII
1994年1月発売。同年11月にはFM TOWNS版も発売された。作中時代は『アマランスII』のはるか未来で、リアンたちは滅亡したそれまでの世界を捨てて新たな惑星で暮らしていたという設定。当時としては画期的な、オープニングの高速アニメーションが話題を呼んだ。キャラクターデザインは谷口守泰、アニメ制作はアニメアール、パッケージイラストはうるし原智志が担当した。
アマランスKH
1995年4月発売。作中時代は『アマランス』の252年前。『アマランス』の次作として構想されていながら没となった企画『あみゃりゃんしゅ』を元に、『アマランスIV』と同時進行で制作された。
アマランスIV
1995年8月発売。作中時代は『アマランスII』と『アマランスIII』の間で、『アマランスII』の190年後。本作の主人公は前作までの主人公だったリアンの7代目の子孫、ダイナス皇太子。その他に『1』のヒロイン、ステインローゼの生まれ変わりの少女ファイルヒェンなど、多彩なキャラクターが登場する。イベントシーンにはフルサイズでグラフィックが表示される。画面はクォータービュー方式が初めて導入され、コマンドはアイコン方式になり、パーティーは最大10人まで組めるようになった。パッケージイラストはうるし原智志が担当した。操作は要マウスだがシリーズの中でハードディスク専用となった初作品となる。
アマランスKHリミックス
1996年4月発売。『アマランスKH』のWindows 95移植版。
アマランス1
1997年9月発売。『アマランス』のWindows 95移植版。

### プロジェクトEGGでの復刻分
プロジェクトEGGによるエミュレート復刻版。ダウンロード販売。
アマランスI・IIセット
2006年3月24日発売。PC98版『アマランス』と『アマランスII』を復刻。
アマランスIII
2007年7月24日発売。PC98版『アマランスIII』を復刻。
アマランスIV
2007年8月7日発売。PC98版『アマランスIV』を復刻。